# Cathédrale de Patti
La cathédrale de Patti est une église catholique romaine de Patti, en Italie. Il s'agit de la cathédrale du diocèse de Patti.
Elle accueille la sépulture de la reine Adélaïde de Montferrat, épouse de Roger Ier de Sicile.

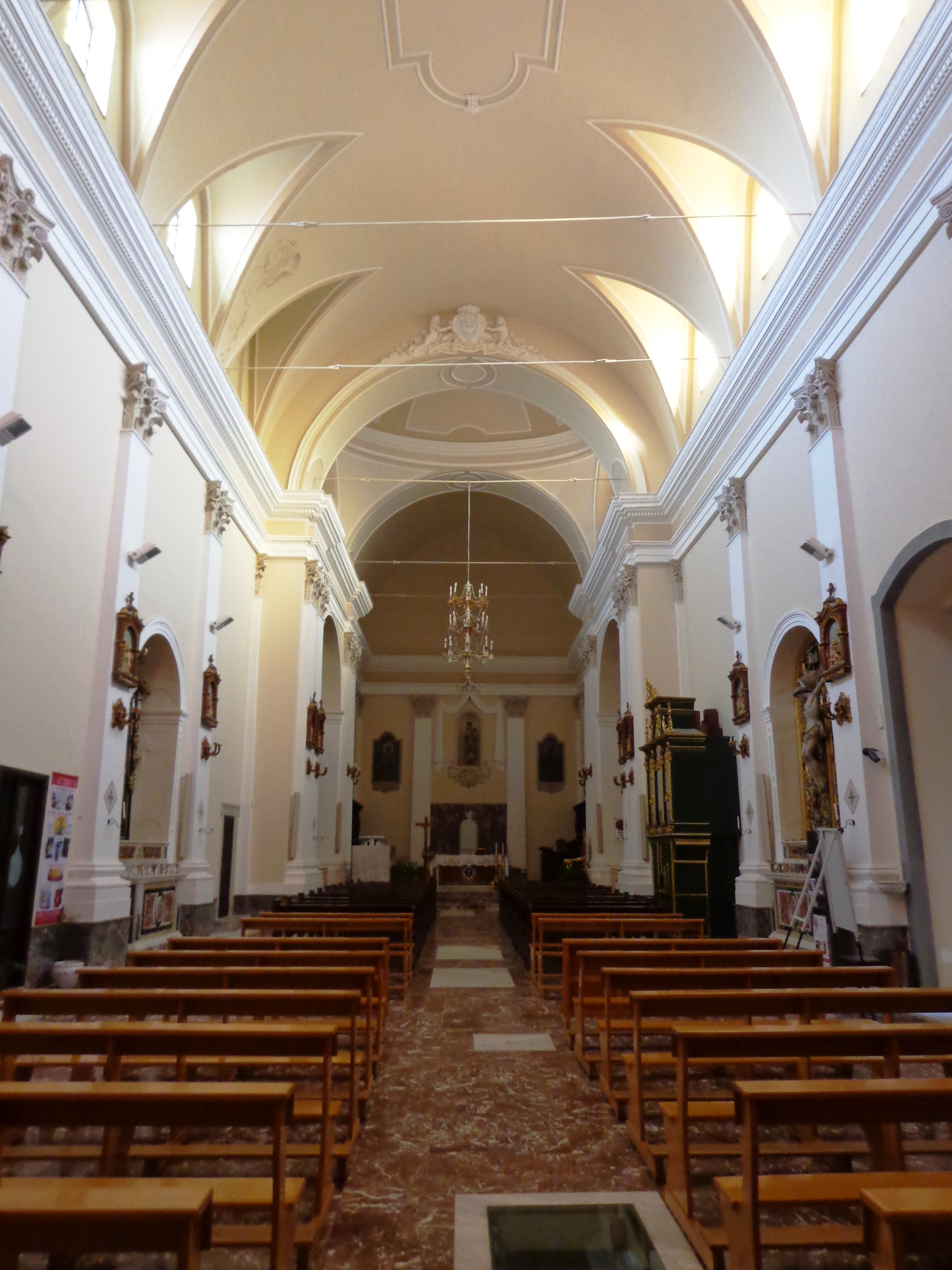
L'intérieur de la cathédrale.